# Cisticola dambo
Cisticola dambo é uma espécie de ave da família Cisticolidae.
Pode ser encontrada nos seguintes países: Angola, República Democrática do Congo e Zâmbia.
Os seus habitats naturais são: campos de gramíneas de baixa altitude subtropicais ou tropicais sazonalmente húmidos ou inundados.